# Marián Staník
Marián Staník (17. září 1931 – 28. prosince 2015) byl slovenský fotbalista, obránce.

## Fotbalová kariéra
V československé lize hrál za Slovan Nitra. Nastoupil v 84 ligových utkáních. Gól v lize nedal.

## Ligová bilance
| Ročník                                   | Zápasy | Góly | Klub         |
| ---------------------------------------- | ------ | ---- | ------------ |
| 1. československá fotbalová liga 1959/60 | 19     | 0    | Slovan Nitra |
| 1. československá fotbalová liga 1960/61 | 26     | 0    | Slovan Nitra |
| 1. československá fotbalová liga 1961/62 | 24     | 0    | Slovan Nitra |
| 1. československá fotbalová liga 1962/63 | 15     | 0    | Slovan Nitra |
| CELKEM                                   | 84     | 0    |              |